# Shiocton
Shiocton – wieś w Stanach Zjednoczonych, w stanie Wisconsin, w hrabstwie Outagamie.